# Hrvatska udruga golfera seniora
Hrvatska udruga golfera seniora (Croatian Senior Golf Association) osnovana je 2005. godine u Splitu. 
Članovi Udruge su golf amateri stariji od 55 godina i amaterke starije od 50 godina. Od 2008. godine Udruga je stalni član European Senior Golf Association (ESGA) i Hrvatske golf udruge (HGU) koja je nakon stečaja Hrvatskog golf saveza vrhovno tijelo golfa u Hrvatskoj, priznata od strane Hrvatskog olimpijskog odbora (HOO).